# Lestat de Lioncourt
Pour les articles homonymes, voir Lioncourt.
Lestat de Lioncourt est un vampire de fiction créé par la romancière américaine Anne Rice, personnage principal des Chroniques des vampires qui relatent les aventures des buveurs de sang de La Nouvelle-Orléans.
Ce personnage apparaît pour la première fois dans Entretien avec un vampire (1976), un roman dont le narrateur est Louis de Pointe du Lac, un vampire « engendré » par Lestat. 
Le succès du personnage de Lestat conduit Anne Rice à rédiger d'autres romans, développant davantage le personnage et en donnant une description physique : « Je mesure un mètre quatre-vingt […]. Mon épaisse chevelure blonde et bouclée me descend presque aux épaules et paraît blanche à la lumière artificielle. Mon nez est plutôt court et fin ; ma bouche bien dessinée, mais un peu grande pour mon visage. […]. Ma nature vampirique transparaît dans ma peau excessivement blanche et réflectrice, qu’il faut poudrer pour son exposition à tous les objectifs, quels qu’ils soient ».
Le caractère du personnage est également approfondi, il se décrit comme « né agité » : « j’étais le visionnaire, le protestataire ». Le personnage de Lestat révèle plusieurs fois sa nature de vampire : face aux spectateurs du futur théâtre des Vampires, aux fidèles d’une église où il s’est réfugié et lorsqu'il entame une carrière de chanteur de rock. Au cours de cette dernière expérience, Lestat narre ses sensations : « Je frissonnai de pure exaltation et la sueur rougeâtre me dégoulinait le long du visage ».
Lestat est bisexuel, mais sa rencontre avec la sorcière Rowan Mayfair dans Cantique sanglant (2003) lui fait connaître l'amour pur. Il cherche en permanence la rédemption, son salut et veut dans sa paradoxale vanité devenir un saint.

## Biographie de fiction

### Vie humaine
Jeune homme aux yeux bleus et à la magnifique chevelure blonde, haut d'un mètre quatre-vingt, Lestat de Lioncourt est né en 1758 dans une famille pauvre de la noblesse française, dans le château de Lioncourt, en Auvergne. Incompris et rejeté par sa famille, il gagne Paris avec le soutien de sa mère Gabrielle et accompagné de son ami Nicolas de Lenfent avec lequel il entame une brève carrière théâtrale. C’est à Paris en 1780,,,,, que le vampire Magnus fait de lui un vampire avant de se suicider par immolation.

### Vie de vampire
Lestat, jeune vampire de vingt-deux ans intrigué par les origines de ses semblables, part à la recherche des Anciens et par l’entremise d’Armand, finit par trouver Marius qui lui confie le secret de « Ceux qu’il faut garder », les deux premiers vampires Akasha et Enkil. Après avoir réveillé brièvement Akasha, il part pour La Nouvelle-Orléans et crée deux jeunes vampires, Claudia et Louis. Après avoir échappé à une révolte de ses deux novices, il s'enterre et émerge de son sommeil en 1984. Il devient alors le chanteur d’un groupe de rock nommé « Satan sort en ville ». Sa musique réveille à nouveau Akasha qui se lance dans un vaste projet d’extermination. Elle commence à détruire tous les vampires qui ne sont pas liés à Lestat, puis décide de massacrer la quasi-totalité de la population masculine de la planète, pour provoquer l’avènement d’une société plus juste. Un temps soumis à Akasha, Lestat finit par se rallier aux vampires survivants pour la détruire. 
Ses aventures se poursuivent dans le roman Le Voleur de corps où il échange son corps avec celui d’un humain, puis dans Memnoch le démon où il dialogue avec Dieu et Satan. Le roman Cantique sanglant met quant à lui en scène la romance entre Lestat et la sorcière Rowan Mayfair, et ses découvertes sur la race des Taltos. En 2014, Anne Rice revient à son personnage, davantage dans la continuité de Memnoch le démon, mais surtout de La Reine des damnés et de Lestat le vampire, avec Prince Lestat, présenté par l'éditeur américain, Knopf, comme un approfondissement de sa mythologie vampirique.

## Représentation dans d'autres médias
Le personnage de Lestat de Lioncourt a été interprété par : 
- Tom Cruise dans le film Entretien avec un vampire de Neil Jordan (1994).
- Stuart Townsend dans le film La Reine des damnés de Michael Rymer (2002).
- Hugh Panaro (en) dans la comédie musicale Lestat (en) créée par Elton John et Bernie Taupin (2005).
- Sam Reid dans la série télévisée Interview with the Vampire 2022 de Rolin Jones (2022).